# Campylotes histrionicus
Campylotes histrionicus là một loài bướm đêm thuộc họ Zygaenidae. Nó được tìm thấy ở Asia, bao gồm miền bắc Ấn Độ, Việt Nam và Nepal.

## Hình ảnh

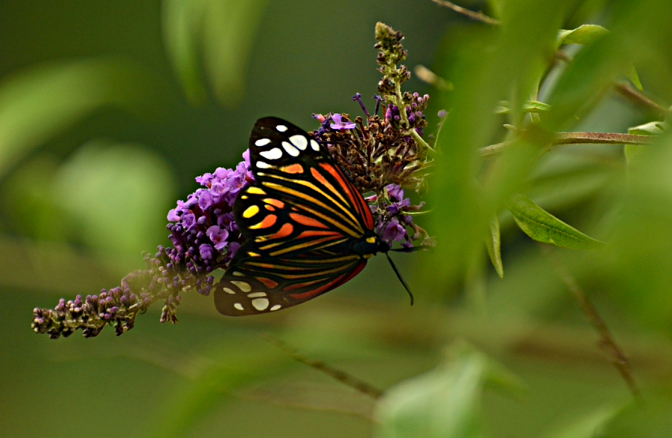